# إريك أونيل
اريك أونيل (بالإنجليزية: Eric O'Neill)‏ هو محامي أمريكي، ولد في 3 مارس 1973.